# Ugriz risa (2017.)
Ugriz risa je hrvatski dokumentarni film o Domovinskom ratu. U filmu su brojni arhivski snimci. Film je snimljen u produkciji riječkog Istra filma i ostvaren sredstvima Ministarstva hrvatskih branitelja i Primorsko-goranske županije.

## Događaji
Hrvatska se jeseni 1991. godine žilavo borila za obranu neovisnosti, zaustavljanje nadiranja velikosrpskih osvajača i vraćanje okupiranih područja gdje je to bilo ikako moguće. Početkom listopada bio je sveopći napad JNA i ostalih velikosrpskih snaga na Hrvatsku. Hrvatska je ulagala krajnje napore za odbiti velikosrpskih pobunjeničkih snaga, paravojnih postrojbi iz Srbije, BiH i Crne Gore i JNA. Streljiva je hrvatskim bojovnicima bivalo sve manje što je ugrožavalo svaki naum o obrani. Stoga je počelo je nedostajati streljiva. Glavni stožer Oružanih snaga Republike Hrvatske odlučio je 3. studenoga 1991. godine pokrenuti akciju zauzimanja velikih skladišta streljiva u Delnicama da bi barem privremeno riješio taj problem. Akcija je uspjela. Okršaj je bio kratak ali dramatičan. Vojnici i časnici JNA su se predali. Hrvatske snage zaplijenile su više od 6.000 tona raznog topničkog i pješačkog streljiva, minâ, raketâ i eksplozivâ.